# Galina Woskobojewa
Galina Woskobojewa, ros. Галина Олеговна Воскобоева (ur. 18 grudnia 1984 w Moskwie) – kazachska tenisistka pochodzenia rosyjskiego. Obywatelstwo zmieniła w 2008 roku.

## Kariera tenisowa
W 2001 roku Galina zdobyła pierwszy turniejowy tytuł ITF w grze podwójnej razem z Julianą Fedak, a miało to miejsce w Bukareszcie. Po uzyskaniu statusu profesjonalnego wystąpiła w pierwszych zawodowych kwalifikacjach do imprez w Moskwie, Bogocie i Casablance. Razem z Wierą Duszewiną zdobyła tytuł debla ITF w Sofii.
Również w 2003 triumfowała w turniejach ITF, w Cagnes-sur-Mer u boku Duszewiny, a w Hull w parze z Bułykiną. Po pokonaniu Anabel Mediny zdobyła trofeum ITF w grze pojedynczej w Mont de Marsan.
Zawodowy debiut w turnieju głównym odnotowała w 2004 roku w Hobarcie, ulegając Hiszpance Garrigues. Osiągnęła pierwszy deblowy półfinał w Vancouver, kilkarotnie dochodziła do drugiej rundy zawodowych turniejów. Rok 2005 to najlepszy w jej dotychczasowej karierze zawodniczej, trwającej wówczas trzy lata. Oprócz drugich rund w turniejach gry pojedynczej doszła do półfinału debla w Auckland (z Evie Dominiković) oraz do pierwszego zawodowego finału z Anastasiją Rodionową w Taszkencie. Osiągnęła najwyższe pozycje rankingowe, w tym pierwszą setkę klasyfikacji deblowej.
W wielkoszlemowym debiucie na Australian Open 2006 weszła do drugiej rundy, wygrywając z Emmanuelle Gagliardi. Wycofała się z kilku turniejów z powodu kontuzji, by powrócić w Warszawie i przegrać już pierwsze spotkanie. Podobnie zakończył się debiut na kortach Rolanda Garrosa. W czerwcu wygrała singlowy turniej ITF, drugi w karierze. W pierwszej rundzie w New Haven urwała seta pierwszej rakiecie świata, Amélie Mauresmo, mimo to przegrała. Na zakończenie sezonu w październiku została finalistką turnieju w Moskwie, razem z Ivetą Benešovą. Zdobyła też kolejny deblowy tytuł ITF.
Trenowana przez Alinę Żydkową, preferuje nawierzchnię twardą. Zachęcona do gry w tenisa przez mamę, Jelenę, która jest trenerką pływania, rozpoczęła uprawiać tę dyscyplinę w wieku sześciu lat. Na początku 2005 roku przerwała naukę w jednym z moskiewskich uniwersytetów.
Na początku 2010 doznała ciężkiej kontuzji, przez którą nie zagrała już do końca sezonu. Powróciła dopiero w styczniu 2011 roku, podczas turnieju ITF w Plantation. Po przejściu kwalifikacji, Woskobojewa była w stanie wygrać jeszcze jeden mecz w turnieju głównym, przeciwko Laurze Siegemund – numerze 2 z rozstawienia. Jej drugim turniejem w roku była kolejna impreza z cyklu ITF, tym razem w Lutz. Ponownie przeszła kwalifikacje, tracąc w nich zaledwie 5 gemów, po czym wygrała jeszcze jeden mecz w turnieju głównym – pokonała Austriaczkę Melanie Klaffner 6:0, 6:1. W drugiej rundzie uległa Jennifer Elie.
Na początku lutego 2011 wystartowała w kwalifikacjach do turnieju w Pattayi dzięki dzikiej kardzie. Klasyfikowana wówczas na 560. miejscu w rankingu Kazaszka pokonała w kwalifikacjach Sanię Mirzę oraz Lindsay Lee-Waters. W turnieju głównym najpierw pokonała Rominę Oprandi 4:6, 6:3, 7:5, a następnie zwyciężyła w meczu drugiej rundy 1:6, 7:5, 6:4 nad Mariją Kirilenko.
8 sierpnia 2011 zaliczyła swoją największą wygraną dotychczas w karierze, w Toronto, w turnieju Rogers Cup: po zakwalifikowaniu się do turnieju głównego w I rundzie pokonała półfinalistkę French Open 2011 i dziewiątą rakietę świata (w rankingu WTA) Marion Bartoli wynikiem 6:3, 6:3. W II rundzie pokonała rakietę numer 25 Flavię Pennettę wynikiem 2:6, 6:3, 6:2. W III rundzie pokonała rozstawioną z nr 5. finalistkę Wimbledonu 2011 w singlu, Mariję Szarapową wynikiem 6:3, 7:5, co stanowi jej nowy najlepszy wynik w karierze. W ćwierćfinale zmierzyła się z rozstawioną z nr 4. Wiktoryją Azaranka, przegrywając wynikiem 1:6, 2:6. We wrześniu, w Seulu, osiągnęła pierwszy w karierze finał imprezy głównego cyklu rozgrywkowego, w którym musiała uznać wyższość Marii José Martínez Sánchez i przegrała 6:7(0), 6:7(2).
W lutym 2013 zwyciężyła razem z Kristiną Mladenovic w rozgrywkach deblowych w Memphis. Pokonały tam w finale parę Sofia Arvidsson–Johanna Larsson wynikiem 7:6(5), 6:3.

## Historia występów wielkoszlemowych
Legenda
     W, wygrany turniej
     F, przegrana w finale
     SF, przegrana w półfinale
     QF, przegrana w ćwierćfinale
     xR, przegrana w x rundzie
     Qx, przegrana w x rundzie kwalifikacji
     A, brak startu
     NH, turniej nie odbył się

### Występy w grze pojedynczej
| Australian Open        | A   | A   | A   | A   | Q3  | 2R  | 1R  | A  | 3R  | 1R  | A  | 3R | 1R | 2R  | A | A   | 1R  | A | A    | A    | A | 0 / 8  | 6 – 8   |  |  |  |
| French Open            | A   | A   | A   | A   | Q3  | 1R  | Q3  | 2R | 2R  | Q1  | A  | 1R | 2R | A   | A | 1R  | A   | A | A    | A    | A | 0 / 6  | 3 – 6   |  |  |  |
| Wimbledon              | A   | A   | A   | A   | Q1  | Q3  | Q1  | 1R | 1R  | A   | Q3 | 2R | 1R | A   | A | A   | A   | A | A    | NH   | A | 0 / 4  | 1 – 4   |  |  |  |
| US Open                | A   | A   | A   | Q2  | Q2  | 1R  | A   | 1R | 1R  | A   | 1R | 2R | 2R | A   | A | A   | A   | A | A    | A    | A | 0 / 6  | 2 – 6   |  |  |  |
|                        |     |     |     |     |     |     |     |    |     |     |    |    |    |     |   |     |     |   |      |      |   |        |         |  |  |  |
| Ranking na koniec roku | 464 | 402 | 157 | 137 | 118 | 103 | 136 | 94 | 102 | 528 | 58 | 82 | 69 | 259 | – | 371 | 401 | – | 1268 | 1314 | – | 0 / 24 | 12 – 24 |  |  |  |

### Występy w grze podwójnej
| Australian Open        | A   | A   | A   | A   | 1R | 1R | QF | 3R | 3R | 2R  | A  | 2R | 2R | 2R  | A | A   | 2R  | A  | 1R | A  | A   | 0 / 11 | 12 – 11 |  |  |  |  |
| French Open            | A   | A   | A   | A   | 2R | 1R | 1R | QF | 1R | 1R  | 2R | 2R | QF | A   | A | 2R  | A   | A  | 1R | A  | A   | 0 / 11 | 10 – 11 |  |  |  |  |
| Wimbledon              | A   | A   | A   | A   | 1R | 2R | 1R | 1R | 2R | A   | 2R | 3R | 2R | A   | A | A   | A   | Q1 | 2R | NH | 1R  | 0 / 10 | 7 – 10  |  |  |  |  |
| US Open                | A   | A   | A   | 2R  | 1R | 3R | 2R | 2R | 1R | A   | 3R | 2R | 3R | A   | A | A   | A   | 1R | 1R | A  | 1R  | 0 / 12 | 10 – 12 |  |  |  |  |
|                        |     |     |     |     |    |    |    |    |    |     |    |    |    |     |   |     |     |    |    |    |     |        |         |  |  |  |  |
| Ranking na koniec roku | 485 | 271 | 161 | 129 | 82 | 48 | 40 | 39 | 51 | 145 | 31 | 45 | 33 | 105 | – | 172 | 147 | 73 | 43 | 71 | 670 | 0 / 44 | 39 – 44 |  |  |  |  |

### Występy w grze mieszanej
| Australian Open | A | A | A | A | A | A | A | 2R | 1R | A | A | 1R | A  | A | A | A  | A | A | A  | A  | A  | 0 / 3  | 1 – 3   |  |  |  |  |
| French Open     | A | A | A | A | A | A | A | A  | A  | A | A | SF | 1R | A | A | 2R | A | A | 1R | NH | A  | 0 / 4  | 4 – 4   |  |  |  |  |
| Wimbledon       | A | A | A | A | A | A | A | A  | 2R | A | A | 2R | 1R | A | A | A  | A | A | 2R | NH | 1R | 0 / 5  | 3 – 5   |  |  |  |  |
| US Open         | A | A | A | A | A | A | A | A  | A  | A | A | 2R | A  | A | A | A  | A | A | A  | NH | 2R | 0 / 2  | 2 – 2   |  |  |  |  |
|                 |   |   |   |   |   |   |   |    |    |   |   |    |    |   |   |    |   |   |    |    |    |        |         |  |  |  |  |
|                 |   |   |   |   |   |   |   |    |    |   |   |    |    |   |   |    |   |   |    |    |    | 0 / 14 | 10 – 14 |  |  |  |  |

## Finały turniejów WTA
| Legenda                     | Legenda |
| --------------------------- | ------- |
| Wielki Szlem                |         |
| Igrzyska olimpijskie        |         |
| WTA Tour Championships      |         |
| 1988 – 2008                 |         |
| Kategoria I                 |         |
| Kategoria II                |         |
| Kategoria III               |         |
| Kategoria IV                |         |
| Kategoria V                 |         |
| 2009 – 2020                 |         |
| WTA Premier Mandatory       |         |
| WTA Premier 5               |         |
| WTA Premier                 |         |
| WTA International Series    |         |
| WTA 125K series (2012–2020) |         |

### Gra pojedyncza 1 (0–1)
| Końcowy wynik | Nr | Data             | Turniej | Nawierzchnia | Przeciwniczka               | Wynik finału   |
| ------------- | -- | ---------------- | ------- | ------------ | --------------------------- | -------------- |
| Finalistka    | 1. | 25 września 2011 | Seul    | Twarda       | María José Martínez Sánchez | 6:7(0), 6:7(2) |

### Gra podwójna 19 (6–13)
| Końcowy wynik | Nr  | Data                 | Turniej      | Nawierzchnia  | Partnerka               | Przeciwniczki                         | Wynik finału      |
| ------------- | --- | -------------------- | ------------ | ------------- | ----------------------- | ------------------------------------- | ----------------- |
| Finalistka    | 1.  | 9 października 2005  | Taszkent     | Twarda        | Anastasija Rodionowa    | Maria Elena Camerin Émilie Loit       | 3:6, 0:6          |
| Finalistka    | 2.  | 15 października 2006 | Moskwa       | Twarda (hala) | Iveta Benešová          | Květa Peschke Francesca Schiavone     | 4:6, 7:6(4), 1:6  |
| Finalistka    | 3.  | 6 stycznia 2007      | Gold Coast   | Twarda        | Iveta Benešová          | Dinara Safina Katarina Srebotnik      | 3:6, 4:6          |
| Zwyciężczyni  | 1.  | 6 marca 2011         | Kuala Lumpur | Twarda        | Dinara Safina           | Noppawan Lertcheewakarn Jessica Moore | 7:5, 2:6, 10–5    |
| Zwyciężczyni  | 2.  | 30 kwietnia 2011     | Memphis      | Ceglana       | Alisa Klejbanowa        | Eleni Daniilidu Michaëlla Krajicek    | 6:4, 6:2          |
| Zwyciężczyni  | 3.  | 21 maja 2011         | Bruksela     | Ceglana       | Andrea Hlaváčková       | Klaudia Jans Alicja Rosolska          | 3:6, 6:0, 10–5    |
| Finalistka    | 4.  | 23 lipca 2011        | Baku         | Twarda        | Monica Niculescu        | Marija Korytcewa Tacciana Puczak      | 3:6, 6:2, 8–10    |
| Finalistka    | 5.  | 25 września 2011     | Seul         | Twarda        | Wiera Duszewina         | Natalie Grandin Vladimíra Uhlířová    | 6:7(5), 4:6       |
| Finalistka    | 6.  | 22 października 2011 | Moskwa       | Twarda (hala) | Anastasija Rodionowa    | Vania King Jarosława Szwiedowa        | 6:7(3), 3:6       |
| Finalistka    | 7.  | 5 maja 2012          | Estoril      | Ceglana       | Jarosława Szwiedowa     | Chuang Chia-jung Zhang Shuai          | 6:4, 1:6, 9–11    |
| Zwyciężczyni  | 4.  | 23 lutego 2013       | Memphis      | Twarda (hala) | Kristina Mladenovic     | Sofia Arvidsson Johanna Larsson       | 7:6(5), 6:3       |
| Finalistka    | 8.  | 21 września 2013     | Kanton       | Twarda        | Vania King              | Hsieh Su-wei Peng Shuai               | 3:6, 6:4, 10–12   |
| Finalistka    | 9.  | 4 stycznia 2014      | Brisbane     | Twarda        | Kristina Mladenovic     | Ałła Kudriawcewa Anastasija Rodionowa | 3:6, 1:6          |
| Zwyciężczyni  | 5.  | 1 marca 2014         | Acapulco     | Twarda        | Kristina Mladenovic     | Petra Cetkovská Iveta Melzer          | 6:3, 2:6, 10–5    |
| Finalistka    | 10. | 26 lutego 2017       | Budapeszt    | Twarda (hala) | Arina Rodionowa         | Hsieh Su-wei Oksana Kalasznikowa      | 3:6, 6:4, 4–10    |
| Finalistka    | 11. | 29 lipca 2018        | Moskwa       | Ceglana       | Aleksandra Panowa       | Anastasija Potapowa Wiera Zwonariowa  | 0:6, 3:6          |
| Zwyciężczyni  | 6.  | 11 listopada 2018    | Limoges      | Twarda (hala) | Wieronika Kudiermietowa | Timea Bacsinszky Wiera Zwonariowa     | 7:5, 6:4          |
| Finalistka    | 12. | 14 kwietnia 2019     | Lugano       | Ceglana       | Wieronika Kudiermietowa | Sorana Cîrstea Andreea Mitu           | 6:1, 2:6, 8–10    |
| Finalistka    | 13. | 28 lipca 2019        | Jurmała      | Ceglana       | Jeļena Ostapenko        | Sharon Fichman Nina Stojanović        | 6:2, 6:7(1), 6–10 |